# Húsavíkurgöng
Die Húsavíkurgöng oder Húsavíkurhöfðagöng sind ein Straßentunnel in Húsavík im Nordosten von Island.
Auf einer Länge von 943 Metern verbindet der Tunnel den Hafen mit dem Industriegebiet Bakki nördlich der Stadt, wo das neue Kieselgurwerk entsteht.
Er dient nicht dem allgemeinen Straßenverkehr.
Die erste Sprengung für diesen Tunnel wurde am  10. März 2016 ausgelöst. 
Am 4. November 2017 wurde der Tunnel offiziell eröffnet.